# Kościół św. Marcina w Tomaszowie Mazowieckim (nowy)
Kościół świętego Marcina w Tomaszowie Mazowieckim (nowy) – rzymskokatolicki kościół parafialny należący do parafii pod tym samym wezwaniem. Znajduje się w dzielnicy Tomaszowa Mazowieckiego – Białobrzegach. Należy do dekanatu tomaszowskiego diecezji radomskiej).
Jest to świątynia murowana, wzniesiona w latach 1981–1986 obok starej drewnianej świątyni. Wybudowana została dzięki staraniom księdza Mieczysława Adamskiego według projektu architekta Ludwika Mackiewicza i konstruktora Bogdana Trębińskiego. Kościół został zbudowany w formie rotundy, z cegły klinkierowej. Świątynia została dedykowana przez biskupa Zygmunta Zimowskiego w dniu 11 listopada 2004 roku.